# Eitner Sándor
Eiteritzi Eitner Sándor (Salomvár, Zala vármegye, 1902. december 1. – Cleveland, Amerikai Egyesült Államok, 1958. december 22.) nemzetiszocialista országgyűlési képviselő, földbirtokos.

## Élete
A római katolikus nemesi származású eiteritzi Eitner családnak a sarja. Apja Eitner Sándor (1871–1940), salomvári földbirtokos, anyja kisgeszényi Szabó Etelka (1884–1926) volt. Az apai nagyszülei Eitner Sándor (1835-1905), a sümegi takarékpénztár igazgatója, országgyűlési képviselő, bőrgyáros, és Rotter Julianna voltak. Az anyai nagyszülei kisgeszényi Szabó Zsigmond (1836–1904), kiskölkedi földbirtokos valamint zokoli és illyefalvi Csutor Karolina (1853–1898) voltak. Az anyai nagyanyai dédszülei zokoli és illyefalvi Csutor Imre (1813–1891) Zala vármegye alispánja, földbirtokos, és hottói Nagy Johanna (1818–1902) voltak. Apai nagybátyja eiteritzi Eitner Zsigmond (1862–1926) politikus, országgyűlési képviselő, zalai kormánybiztos-főispán. Fivérei: Eitner Ákos (1906–1991), nemzetiszocialista országgyűlési képviselő, földbirtokos és Eitner László, a zalaegerszegi Eitner féle téglagyár tulajdonosa.
A keszthelyi Gazdasági Akadémiát végezte, és korán kezdett közügyekkel foglalkozni. Tagja lett Salomvár község képviselőtestületének, elnöke a járási mezőgazdasági bizottságnak. Tagja a Mezőgazdasági Kamarának. A nemzetiszocialista mozgalomban kezdettől részt vett, és Pálffy Fidél gróffal együtt megszervezte a Dunántúlt. Zala vármegyében hatásos működésének eredményeként terjedt el a nemzetiszocialista mozgalom. Már 1935-ben nemzetiszocialista programmal lépett fel a zalaegerszegi választókerületben, ahol pótválasztásra került sor közte és a NEP hivatalos jelöltje, vitéz Árvátfalvi Nagy István dr között. Az 1939. évi általános választáson pártjának zalavármegyei lajstromán győzött.